# Machiel Kuijt
Machiel Kuijt (Amsterdam, januari 1968) is een Nederlander die in Thailand tot levenslang is veroordeeld voor heroïnesmokkel en van 1997 tot maart 2007 heeft vastgezeten. Hij zat zijn straf uit in de beruchte Bangkwang-gevangenis in Bangkok.
Na een procesgang van 9 jaar is hij in maart 2006 ook in laatste instantie veroordeeld. Hij is op 16 april 1997 gearresteerd op weg naar het vliegveld van Bangkok. Een Italiaan, met wie hij samen reisde, werd vrijgesproken. Bij zijn Thaise ex-vriendin Linda, met wie hij twee kinderen heeft, werd heroïne aangetroffen (748 gram). Zij is daarvoor veroordeeld tot 33 jaar gevangenisstraf.
In eerste instantie werd Kuijt vrijgesproken. Het OM van Thailand ging echter in hoger beroep, waarna het Hof levenslang oplegde. Dit vonnis werd door de laatste instantie bevestigd, ondanks dat er ontlastende verklaringen waren van de ex-vriendin en van Thaise politieagenten.
In de gevangenis was hij volgens eigen zeggen een soort leider, omdat hij zowel Thais als Engels sprak (het Thais heeft hij zichzelf aangeleerd) en daardoor met bijna iedereen in de gevangenis kon communiceren, zowel met Thaise gevangenen en bewakers en de Westerse gevangenen.
In 2006 werd bekend dat Kuijt na bijna tien jaar cel vrijkwam. Hij maakte gebruik van een met Thailand gesloten WOTS-verdrag. Het verdrag biedt de mogelijkheid aan Nederlandse gedetineerden die in Thailand zijn veroordeeld naar Nederland over te brengen om hier het restant van hun straf uit te zitten. Eenmaal aangekomen in Nederland werd hij voorgeleid bij de Rechtbank Amsterdam. Die zette zijn straf om naar twaalf jaar, wat acht jaar met vervroegde invrijheidstelling opleverde. Daarop werd Kuijt in vrijheid gesteld.